# Jacob Reinbold Spielmann

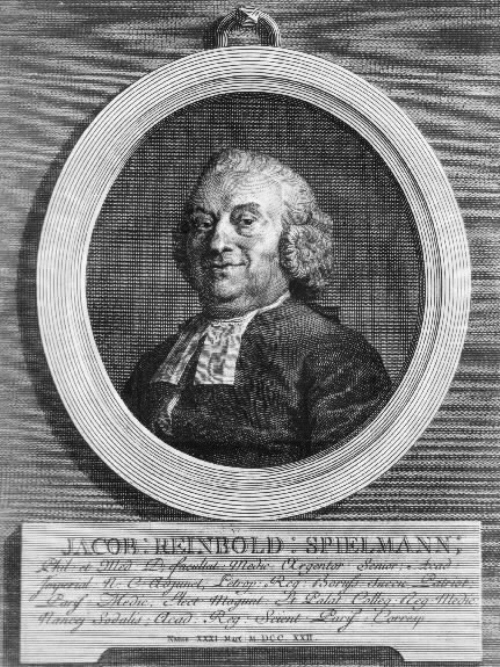
Jacob Reinbold Spielmann, Stich von Christophe Guérin, 1781

Silhouette von Jacob Reinbold Spielmann

Jacob Reinbold Spielmann, auch Jakob und Reinhold (* 31. März 1722 in Straßburg; † 9. September 1783 ebenda) war ein französischer Apotheker, Mediziner und Chemiker.

## Familie und Apotheke
Die Familie der Spielmanns, aus der mindestens fünf Professoren der Universität Straßburg hervorgingen, lässt sich schon im 15. Jahrhundert in Straßburg nachweisen. Johann Jakob Spielmann erwarb 1657 von Albrecht Weßner, dem Großvater seiner Frau, die Apotheke „Zum (goldenen) Hirschen“ (Pharmacie du Cerf), genannt auch Hirschapotheke. Die bis 1850 der Familie Spielmann gehörende Apotheke stand schon 1348, eventuell sogar schon 1268 an der gleichen Stelle. Sie ist heute die älteste Apotheke Frankreichs, eventuell sogar die älteste in Europa. Zu den Gesellen der Hirschapotheke gehörten 1730 Andreas Sigismund Marggraf (Entdecker des Rübenzuckers) und 1813 Emanuel Merck (Begründer eines pharmazeutischen Unternehmens in Darmstadt).

## Leben
Jacob Reinbold Spielmann wurde von seinem Vater Johann Jakob Spielmann (1695–1740) in der heimischen Apotheke unterrichtet. Sie befindet sich noch heute in der Straßburger Rue de Mercière.
Im Jahr 1742 legte Spielmann die Apothekerprüfung in Straßburg ab. In den folgenden Jahren führte er die elterliche Apotheke. 1755 wurde er an der Universität Straßburg Professor für Medizin, 1756 für Dichtkunst und 1759 für Medizin, Chemie und Pharmakognosie. Auch später arbeitete er noch in der elterlichen Apotheke und hielt dort in einem Zimmer über den Geschäftsräumen sogar Vorlesungen über Chemie und Botanik. 1760 wurde er mit dem akademischen Beinamen Heraclides IV. zum Mitglied (Matrikel-Nr. 631) der Leopoldina gewählt. 1764 wurde er Ehrenmitglied der Russischen Akademie der Wissenschaften in St. Petersburg. Seit 1772 war er korrespondierendes Mitglied der Académie des sciences.
Während seiner von April 1770 bis August 1771 dauernden Straßburger Studienzeit, folgte der Student Johann Wolfgang Goethe während des Wintersemesters als Gasthörer den Vorlesungen Spielmanns an der Straßburger Universität und in der Hirschapotheke. Von Spielmann übernahm er auch den Ausdruck encheiresin naturae (wörtlich übersetzt: „Zugriff der Natur“). Spielmann meinte damit, dass natürliche Kräfte die Bestandteile einer Substanz selbige zu einer Gesamtheit verbinden.

## Schriften (Auswahl)
Spielmann verfasste wichtige Lehrbücher, die in viele Sprachen übersetzt wurden.
- Pharmacopoea generalis. Treuttel, Argentorati, 1783. (Digitalisat)
- Institutiones materiae medicae: praelectionibus academicis accomodatae. Bauer, Argentorati, 1774. (Digitalisat) Editio Nova Revisa 1784. (Digitalisat)
- Syllabus medicamentorum. 	Bauer & Treuttel, Straßburg 1777. (Digitalisat)
- Instituts de Chymie. Vincent, Paris 1770. (Digitalisat Band 1)
- Anleitung zur Kenntniß der Arzneymittel. Treuttel, Straßburg 1785. (Digitalisat)
- Chemische Begriffe und Erfahrungen Walther, Dresden 1783. (Digitalisat)
- Kleine praktische medizinische und chemische Schriften, in die deutsche Sprache übertragen. Weygand, Leipzig 1786. (Digitalisat)
- Institutiones chemiae praelectionibus adademicis adcommodatae, 1763 Digitalisierte Ausgabe der Universitäts- und Landesbibliothek Düsseldorf